# 1809 Prometheus
Az 1809 Prometheus (ideiglenes jelöléssel 2522 P-L) a Naprendszer kisbolygóövében található aszteroida. Cornelis Johannes van Houten, Ingrid van Houten-Groeneveld és Tom Gehrels fedezte fel 1960. szeptember 24-én.